# Station Lancerf
Station Lancerf is een spoorweghalte in de Franse gemeente Plourivo. Zij wordt bediend door treinen van het netwerk TER Bretagne op het traject Guingamp - Paimpol.